# Castel Kammer (Schörfling am Attersee)
Castel Kammer (Schloss Kammer in tedesco) si trova nel comune austriaco di Schörfling am Attersee nel Distretto di Vöcklabruck appartenente al Land dell'Alta Austria e la sua storia inizia nel XIII secolo.

## Storia

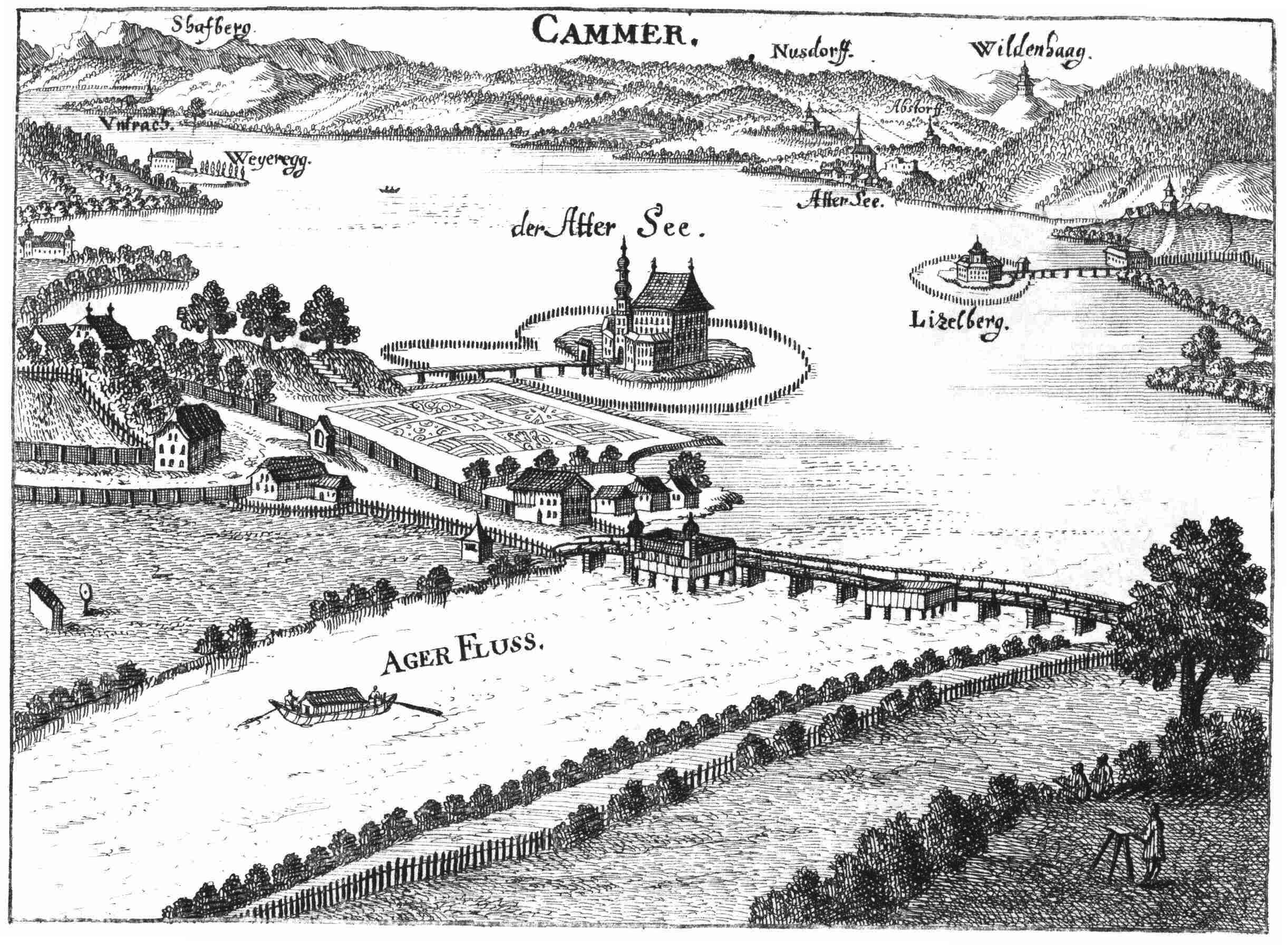
Castel Kammer col lago Attersee in un'incisione di Georg Matthäus Vischer del 1674

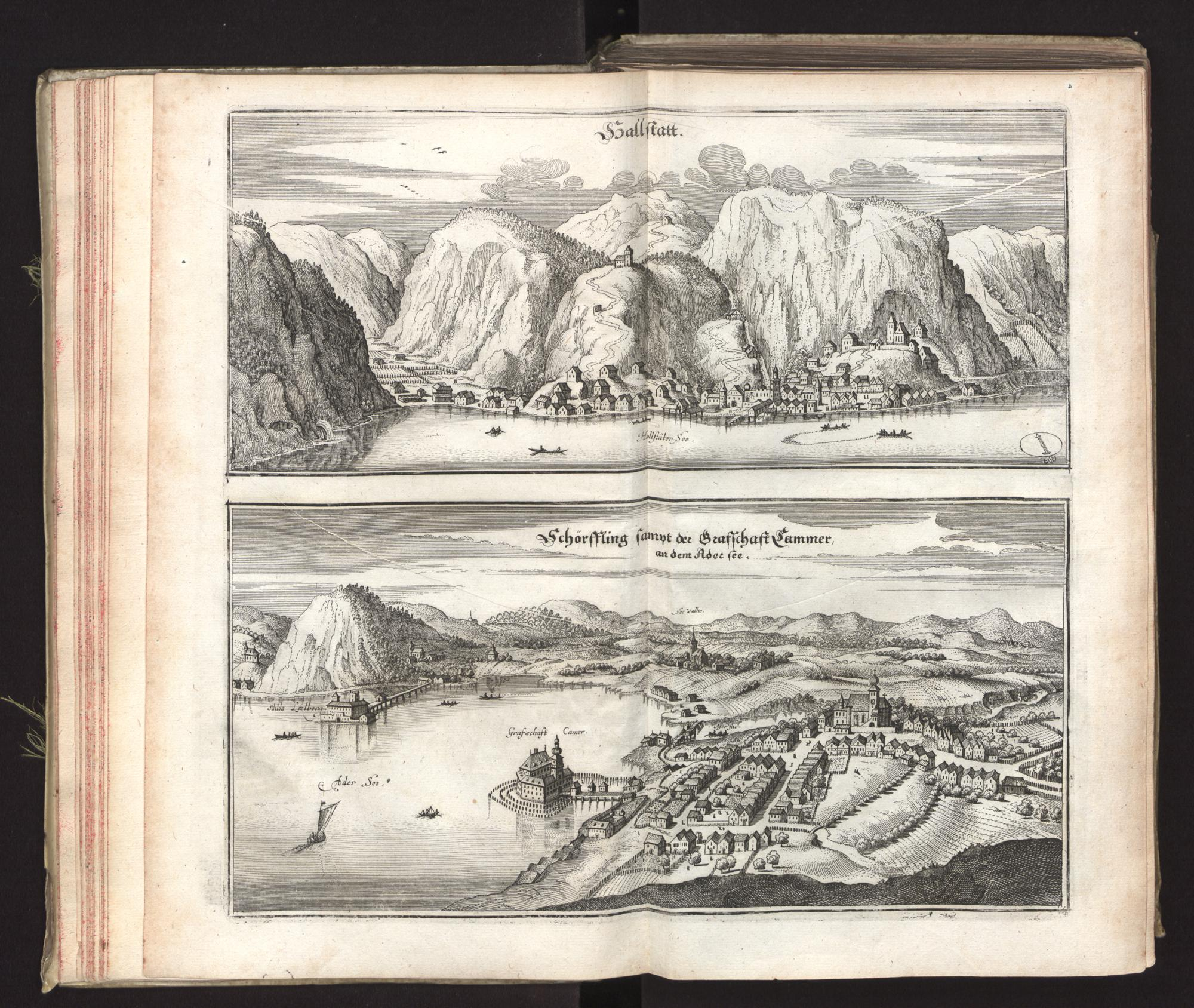
Topografia della provincia austriaca col castello

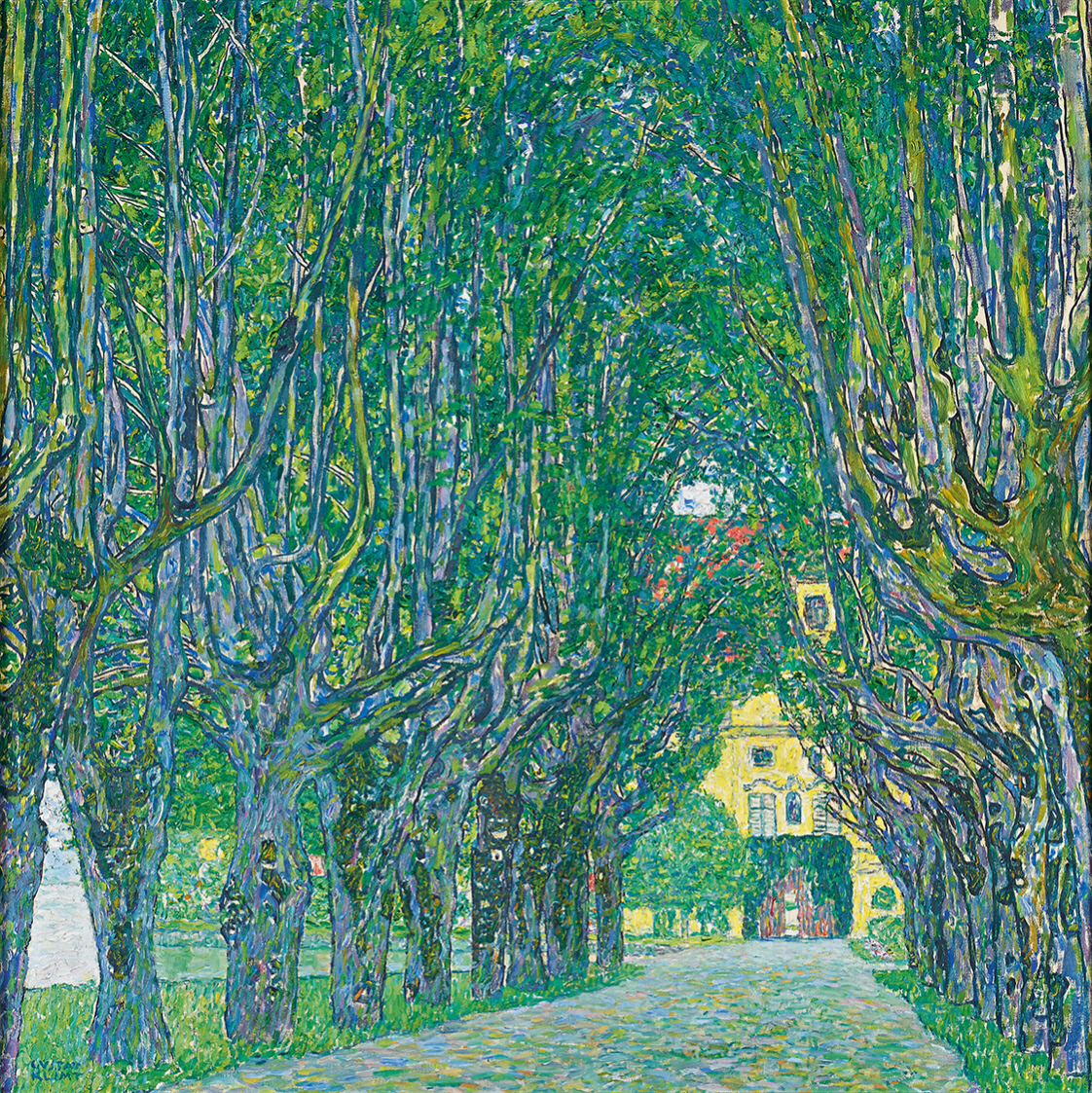
Viale nel parco di castel Kammer, opera di Gustav Klimt

Castel Kammer, opera di Gustav Klimt

Un castello fu menzionato per la prima volta nel 1260 quando risultò appartenere agli Schaunberger che lo concessero in feudo alla famiglia che prese poi il nome dal castello. A quel tempo il castello era una di quelle fortificazioni che dovevano essere costantemente mantenute pronte alla difesa per poter servire da rifugio alla popolazione civile in caso di pericolo. Nella contesa che seguì tra il duca Alberto III d'Asburgo e il conte Enrico von Schaunberg  Reinprecht von Wallsee conquistò il castello nel 1380. Con l'accordo di pace del 1386 gli Schaunberger furono costretti a vendere Kammer al duca e la nuova proprietà del principe da quel momento venne spesso concessa come pegno. Nel 1445 in tale forma fu concesso a Reinprecht von Wallsee e all'estinzione della sua famiglia l'imperatore diede l'incarico di custodia dell'edifucio a Christoph Jörger. Cinque anni dopo Federico III lo concesse in feudo a Tiburtius Sinzendorfer e nel 1499 passò a Wolfgang von Polheim. In un documento del 1524 il castello viene descritto come piuttosto fatiscente e nel 1570 il controllo tornò all'imperatore Massimiliano II. Rodolfo II nel 1581 lo vendette a Johann Freiherr von Khevenhüller e nel 1593 elevò il von Khevenhüller alla dignità di conte. All'inizio del XVIII secolo, col conte Franz Ferdinand Anton Khevenhüller, al castello venne aggiunto il fossato. La famiglia Khevenhüller mantenne il castello fino al 1904 quando, per motivi finanziari, Ida, figlia dell'ultimo Khevenhüller dell'Alta Austria, dovette consegnarlo all'istituto ipotecario provinciale statale. Castel Kammer, successivamente venduto, divenne proprietà borghese ma cambiò frequentemente titolare. Negli anni sessanta del XX secolo venne utilizzato per un certo periodo come hotel. Nel 1970 è stato oggetto di lavori di restauro conservativo che hanno riguardato in particolare la struttura del tetto. All'inizio degli anni novanta è stato venduto alla famiglia Max-Theurer e tra i suoi ultimi proprietari appare la campionessa austriaca di dressage individuale Elisabeth Max-Theurer.

## Descrizione
Il castello si trova su un'antica isola nel lago Attersee che col tempo si è insabbiata e si è collegata alla terraferma nel comune austriaco di Schörfling am Attersee nel Distretto di Vöcklabruck appartenente al Land dell'Alta Austria. L'edificio principale è in riva al lago, ha base rettangolare e si sviluppa su tre piani. Ha un aspetto monumentale ed è caratterizzato da un imponente tetto. Dall'edificio principale si allargano le ali di minore altezza che delimitano il cortile interno pentagonale. Notevole risulta il viale di tigli che conduce alla porta del castello e che, come il castello stesso, ha ispirato vari dipinti di Gustav Klimt. Le ali laterali sono provviste di arcate al piano terra che si affacciano sul cortile e davanti alla torre c'è anche un pergolato. Alla sala principale del castello, utilizzata come sala da ballo o come sala da cerimonie in grado di ospitare fino a 500 persone si accede salendo un'ampia scalinata. Negli ampi saloni vi sono pavimenti intarsiati, specchi e lampadari veneziani, oltre a mobili d'epoca e grandi dipinti ad olio. La cappella è arricchita da un notevole soffitto in stucco risalente al XVIII secolo. Il castello è proprietà privata della famiglia Max-Theurer dal 1994 mentre il parco del castello appartiene al comune di Schörfling ed è aperto al pubblico.

### Bene architettonico tutelato
Castel Kammer dal 1993 è stato posto sotto tutela dei monumenti da parte della Repubblica austriaca col numero 37478.